# Медаља за предвојничку обуку
Медаља за предвојничку обуку је одликовање за предвојничку обуку. Медаљу је установио 1952. године Јосип Броз Тито као министар Народне обране ФНРЈ. Правилник о Одликовању за предвојничку обуку, ступио
је на снагу 11. јуна 1952. Одликовање се додјељивало "као знак признања обвезницима предвојничке обуке који су се у току извођења предвојничке обуке истакли у учењу војних знања и вјештина, у редовном присуствовању настави и у примјерном владању, те су служили за примјер осталим обвезницима предвојничке обуке". Услови за додјелу одликовања били су:
- да је омладинац (омладинка) постигао (постигла) одличан успјех у обуци;
- да је гађање војничком пушком извршио (извршила) с најмање врло добрим успјехом;
- да током три наставне године није имао (имала) неоправданих изостанака од обуке;
- да у посљедње три наставне године није кажњаван(а).

Приједлог за додјељивање одликовања подносио је командир наставног центра надлежним путем Министарству народне обране. Медаља за предвојничку обуку додјељивао је министар народне обране. Министарство народне обране достављало је одликовање с увјерењем Народном одбору општине односно града на чијем је подручју пребивала одликована особа. Предсједник народног одбора уручивао је одликовање на пригодној свечаности. Одликовање за предвојничку обуку носило се на лијевој страни груди, иза осталих одликовања. Могло се носити у свим приликама па и за служења редовног војног рока. Зато за медаљу није предвиђена замјеница. Особе осуђене због кривичних дјела на казну строгог затвора или затвора нису смјеле за издржаву казне носити Медаљу за предвојничку обуку. Одликовање умрле особе чували су чланови и његове породице, али га нису смјели носити нити отуђити.

## Изглед
Медаља за предвојничку обуку округла је медаља пречника 36 мм. израђена од легуре и посребрена. Лице медаље приказује рељефне фигуре омладинца и омладинке окренутих улијево, с пушком "на готовс". Омладинац је у ставу напада, омладинка је у обрамбеном ставу, а обоје стоје на ловоровој гранчици. На наличју медаље, у средини, налазе се двије укрштене пушке с ремницима, а над пушака је петокрака звијезда из чијих горњих кракова излазе зраке. Около уз руб медаље је натпис ћирилицом и латиницом: ЗА ПРЕДВОЈНИЧКУ ОБУКУ/ZA PREDVOJNIČKU OBUKU. Медаља се носила на траци у бојама државне заставе: плаво-бијело-црвене боје. Плава и црвена пруга широке су 12 мм, а бијела пруга 6 мм. У средини траке, у бијелом пољу, причвршћена је метална посребрена петокрака звјездица широка 10 мм. Трака је прикачена на петерокутну металну плочицу која има иглу сигурницу на наличју. Медаља за предвојничку обуку додјељивала се до 1958. године, када је изгубило свој првобитни статус и замијењено новообликованом Значком за предвојничку обуку.